# Krzemień świeciechowski

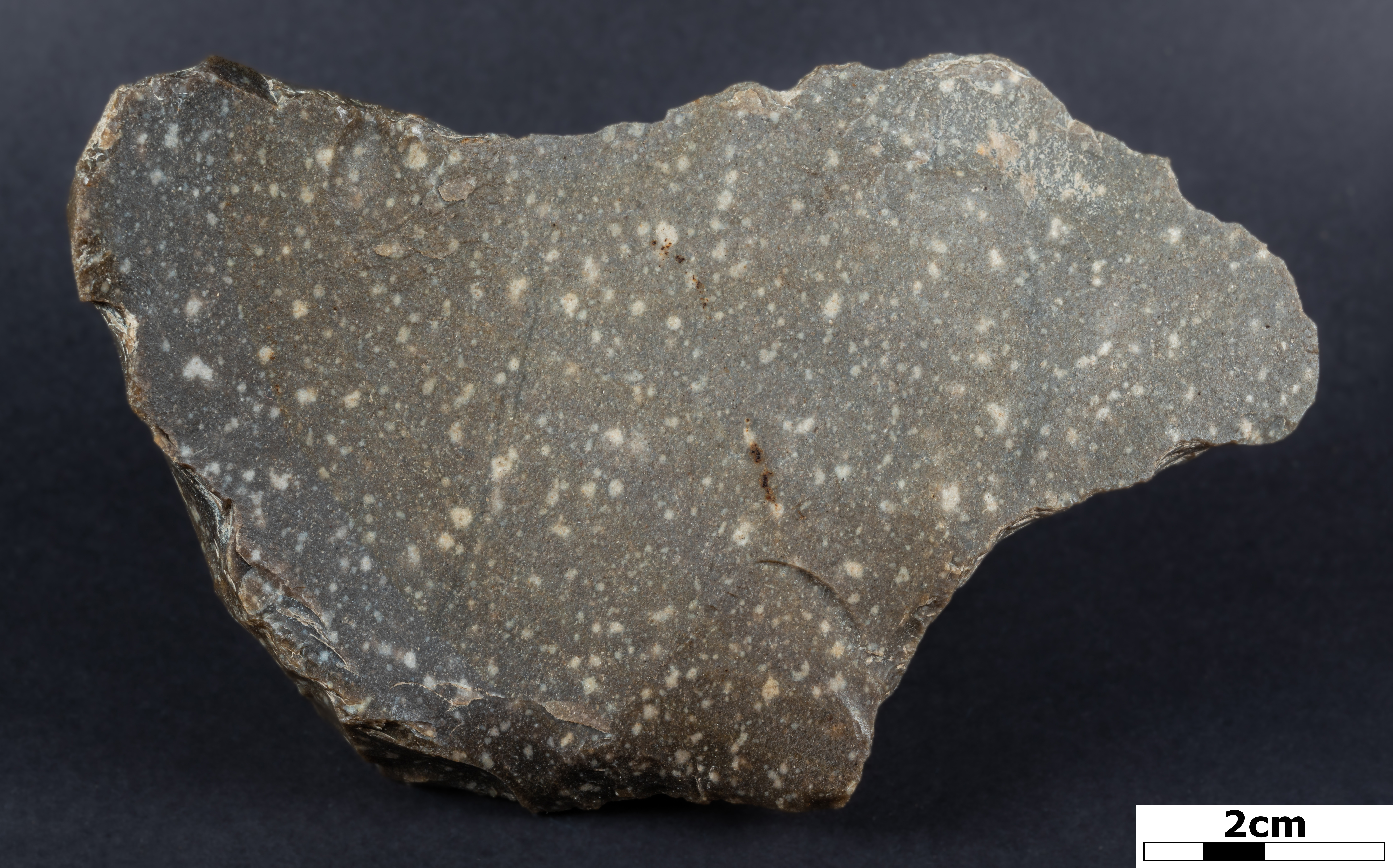
Krzemień świeciechowski

Krzemień świeciechowski (szary biało nakrapiany) – odmiana krzemienia eksploatowana w pradziejach od epoki kamienia do początku
epoki brązu. Powstał w kredowych wapieniach wchodzących w skład mezozoicznej osłony
paleozoicznego trzonu Gór Świętokrzyskich. Mimo iż genetycznie powiązany jest
ze wschodnią częścią wyżyny świętokrzyskiej, to pod względem geograficznym
znajduje się na zachodnim skraju wyżyny lubelskiej. Sto kilkadziesiąt milionów
lat po lityfikacji skał węglanowych zawierających konkrecje krzemienia
świeciechowskiego Wisła utworzyła w nich zaraz za Annopolem przełom, odcinając
tym samym część krzemiennej ławicy wieku turońskiego od ich świętokrzyskiej
macierzy. Zatem krzemienie świeciechowskie znalazły się po wschodniej stronie
Wisły, tworząc płytowe ławice na różnych poziomach wapiennej skały. Pradziejowe
społeczności wykorzystywały wyłącznie bogate złoża wtórne krzemienia, które powstały
na skutek odwapnienia 30 m opoki. Tego typu wtórne złoża krzemienia
świeciechowskiego występują na terenach między Annopolem, Świeciechowem
Poduchownym, Wymysłowem i Wólką Gościeradowską.

## Odkrycie
Wychodnie kredowych odmian krzemienia wieku turońskiego
odkrył w 1923 r. Jan Samsonowicz. Po przeprowadzeniu analizy makroskopowej
wydzielił z grupy skał krzemionkowych szarych, niejednokrotnie kropkowanych lub
plamistych, krzemień szary biało nakrapiany. Na terenach przebadanych przez
Jana Samsonowicza prócz krzemienia świeciechowskiego występuje także krzemień
gościeradowski, krzemień szary, bez kropkowania i plamistości oraz krzemień
czarny, określany także czarniawym. Mimo tak wielu występujących w okolicy
odmian krzemienia, tylko krzemień świeciechowski cieszył się uznaniem i
dominuje w inwentarzach niejednej osady zlokalizowanej w pobliżu wychodni.   

## Wydobycie
W Świeciechowie-Lasku już sama powierzchnia gleby usiana jest
drobinami krzemienia wymieszanego ze skałami węglanowymi, z których pochodzi.
Jest to jednak krzemień bardzo mocno zwierzały, co dyskwalifikuje go przy
wyborze surowca do produkcji krzemiennych wyrobów. Wspomniane wcześniej wtórne
złoża krzemienia o odpowiednich parametrach i o stosunkowo dobrze zachowanej
strukturze występują około 60 cm pod powierzchnią gruntu i z nich pozyskiwano
surowiec. Dotychczas nie odnaleziono dowodów na to, by w przeszłości eksploatowane
były złoża znajdujące się w naturalnej, wapiennej opoce. Znajdowane były co
prawda niecki w wapieniach obok pozostałości po pradziejowych miejscach obróbki
krzemieni, lecz nie dało się jednoznacznie stwierdzić, czy powstały one wskutek wietrzenia 
skały, czy też w wyniku celowego skuwania jej przez
człowieka. Wielkiej potrzeby kucia skał mogło nie być, ponieważ złoża wtórne są
na tyle bogate w krzemienne buły, że z jednego metra sześciennego można
pozyskać kilkadziesiąt konkrecji, w tym dużych, osiągających około 50 cm
długości. Dysponując tak bogatym złożem krzemienia świeciechowskiego w skale
sypkiej, pod niespełna metrową warstwą osadu, wyłupywanie go z wychodni skały
litej stawało się nieekonomiczne, gdyż praca byłaby o wiele bardziej
czasochłonna, przez co dawałaby gorsze rezultaty. 
Teren kopalni wyznaczają pozostałości produkcyjne z
rozoranych pracowni nakopalnianych. Stanowisko w Świeciechowie-Lasku zajmuje
powierzchnię o wymiarach 1200 na 900 m, czyli około 1 km².
Największe nagromadzenie zabytków występuje wzdłuż krawędzi doliny Wisły, w
pasie o długości 1 km i szerokości wahającej się od 300 do 500 m.

## Charakterystyka
Krzemień świeciechowski występuje w wielu barwnych wariantach.
Może przybrać przeróżne odcienie szarości, od jasnej do ciemnej lub
niebieskawej, a także barwę brunatną. Jest to spowodowane różnym stężeniem w
poszczególnych bryłach kolofanu, substancji bitumiczno-ilastych oraz
wodorotlenków żelaza. W obrębie jednej bryły często występuje kilka odcieni
krzemionki, wyraźnie się od siebie różniących, przedzielonych ostrą granicą.
Cechą dystynktywną krzemienia świeciechowskiego są drobiny kalcytu, które
tworzą widoczne makroskopowo białe plamki o średnicy około 1 mm. Obecność
miękkiej skały węglanowej w krzemieniu świeciechowskim nie stanowiła jednak
przeszkody w jego obróbce, gdyż kalcyt ten jest silnie zsylifikowany, przez co
posiada niemalże identyczną twardość i parametry łupliwości, co sam krzemień.
Gdy spojrzymy na krzemień świeciechowski przez mikroskop o powiększeniu x400,
dostrzeżemy jego drobnoziarnistą budowę oraz nieliczne, lecz bardzo rozległe
kawerny, w których zaszła wtórna krystalizacja.

## Wykorzystanie
Krzemień świeciechowski wykorzystywany był jeszcze w czasach
plejstocenu przez kultury schyłkowego paleolitu. Wytwory z tego surowca
pojawiają się w inwentarzach kultury magdaleńskiej, w inwentarzach z
tylczakami, oraz w inwentarzach z liściakami kultury świderskiej. Odnaleziono
liczne rdzenie obrabiane za pomocą twardego tłuka, co świadczy o tym, że
nadawał się nie tylko do później stosowanej metody naciskowej. Krzemień
świeciechowski służył także kulturom mezolitycznym do produkcji mikrolitów, na
terenach wychodni odnaleziono wytwory kultury janisławickiej oraz komornickiej.
Krzemień szary biało nakrapiany cieszył się popularnością także wśród kultur
neolitycznych przybyłych na tereny jego występowania. Znane są wytwory
krzemienne wykonane przez społeczności kultur naddunajskich, takich jak kultura malicka oraz kultura wołyńsko-lubelska
ceramiki malowanej. Krzemień świeciechowski cieszył się także względami u
kultury amfor kulistych, kultury złockiej, która wykonywała z niego trójkątne
grociki. Z kolei kultura pucharów lejkowatych upodobała sobie ten surowiec do
produkcji siekierek oraz długich makrolitów tworzonych za pomocą metody
naciskowej. 
Krzemień
świeciechowski jak widać spełniał kryteria wyboru wielu pradziejowych
społeczeństw, które w ciągu wielu tysiącleci obrabiały go na różny sposób i
przy użyciu przeróżnych metod. Jest to najlepszym dowodem na to, że jest to
krzemień doskonały jakościowo, który nadaje się do wszechstronnej obróbki.
Dodatkowym kryterium mogła być jego plamistość i względy estetyczne, lecz
niestety nie da się stwierdzić, jakie były gusta i upodobania osób
korzystających z wyrobów wykonanych z tego krzemienia. Fakt, iż teraz jest
przez wielu uważany za jeden z ładniejszych krzemieni nie musi się bowiem
przekładać na dawną modę.